# Телефонный план нумерации Сербии
Телефонный план нумерации Сербии  — диапазоны телефонных номеров, выделяемых различным пользователям телефонной сети общего пользования в Сербии, специальные номера и другие особенности набора для совершения телефонных вызовов. Все международные номера пользователей данной телефонной сети имеют общее начало, называемый префиксом или телефонным кодом страны.
Международный код Сербии — +381. Сербия и Черногория получили код +381 после распада Югославии в 1992 году (код Югославии был +38). Черногория перешла на код +382 после провозглашения независимости от Сербии в 2006, так что теперь код +381 используется только Сербией.
Пример набора белградского телефонного номера:
- xxx xxxx (по Белграду, только для звонков со стационарного телефона на стационарный внутри Белграда)
- 0 11 xxx xxxx (из других районов Сербии, для звонков с любых телефонов)
- +381 11 xxx xxxx (из-за границы, для звонков с любых телефонов)
- 00 7 xxx xxxxxхх (из Сербии в Россию, для звонков с любых телефонов)

С 1 апреля 2008 года код выхода на международную связь из Сербии 00, в соответствии с европейским стандартом.

## Экстренные номера телефонов
- 192 - полиция
- 193 - пожарная охрана

- 194 - скорая медицинская помощь

## Информационные номера телефонов
Полезные номера телефонов в Сербии:
- 195 - точное время
- 1961 - прием телеграмм
- 19011 - международные разговоры
- 1987 - дорожная полиция
- 11811 - справочная служба

## Географические коды

### Междугородные коды Центральной Сербии
| Зона              | Код | Города                                                                               |
| ----------------- | --- | ------------------------------------------------------------------------------------ |
| Белград           | 11  | Белград, Бараево, Гроцка, Лазаревац, Младеновац, Обреновац, Сопот, Сурчин            |
| Бор               | 30  | Бор, Болевац, Майданпек                                                              |
| Чачак             | 32  | Чачак, Горный Милановац, Иваньица, Лучаны                                            |
| Ягодина           | 35  | Ягодина, Джуприя, Деспотовац, Параджин, Рековац, Свилайнац                           |
| Крагуевац         | 34  | Крагуевац, Аранджеловац, Баточина, Книдж, Лапово, Рача, Топола                       |
| Кральево          | 36  | Кральево, Рашка, Врнячка-Баня                                                        |
| Крушевац          | 37  | Крушевац, Александровац, Брус, Чичевац, Ражань, Трстеник, Варварин                   |
| Лесковац          | 16  | Лесковац, Бойник, Црна-Трава, Лебане, Медведжа, Власотинце                           |
| Ниш               | 18  | Ниш, Алексинац, Бела-Паланка, Долевац, Гаджин-Хан, Мерошина, Сокобаня, Сврлиг        |
| Нови-Пазар        | 20  | Нови-Пазар, Sjenica, Тутин                                                           |
| Пирот             | 10  | Пирот, Бабушница, Димитровград                                                       |
| Пожаревац         | 12  | Пожаревац, Голубац, Кучево, Петровац, Велико-Градиште, Жабари, Жагубица, Malo Crniće |
| Приеполе          | 33  | Приеполе, Нова-Варош, Прибой                                                         |
| Прокупле (община) | 27  | Прокупле, Блаце, Куршумлия, Житораджя                                                |
| Смедерево         | 26  | Смедерево, Смедеревска-Паланка, Велика-Плана                                         |
| Шабац             | 15  | Шабац, Богатич, Коцелева, Крупань, Любовия, Лозница, Мали-Зворник, Владимирци        |
| Ужице             | 31  | Ужице, Ариле, Баина-Башта, Čajetina, Косерич, Пожега                                 |
| Валево            | 14  | Валево, Лайковац, Лиг, Мионица, Осечина, Уб                                          |
| Вране             | 17  | Вране, Босилеград, Буяновац, Прешево, Сурдулица, Трговиште, Владичин-Хан             |
| Заечар            | 19  | Заечар, Кладово, Княжевац, Неготин                                                   |

### Междугородные кодыВоеводины
| Зона              | Код | Города |
| ----------------- | --- | --- |
| Кикинда           | 230 | Кикинда, Чока, Novi Kneževac                                                                                           |
| Нови-Сад          | 21  | Нови-Сад, Бач, Bačka Palanka, Bački Petrovac, Bečej, Beočin, Темерин, Тител, Србобран, Сремски-Карловцы, Врбас, Žabalj |
| Панчево           | 13  | Панчево, Алибунар, Бела-Црква, Ковачица, Ковин, Опово, Пландиште, Вршац                                                |
| Сомбор            | 25  | Сомбор, Апатин, Кула, Odžaci                                                                                           |
| Сремска-Митровица | 22  | Сремска-Митровица, Инджия, Irig, Печинцы, Рума, Стара-Пазова, Шид                                                      |
| Суботица          | 24  | Суботица, Ada, Бачка-Топола, Kanjiža, Mali Iđoš, Сента                                                                 |
| Зренянин          | 23  | Зренянин, Novi Bečej, Сечань, Srpska Crnja, Житиште                                                                    |

### Междугородные номера Косово и Метохии
До 8 сентября 2013 года автономный край Косово оставался в коде +381. 9 сентября 2013 года агентство Reuters сообщило о выделении Косово международного кода +383.
| Зона                       | Код | Общины                                                              |
| -------------------------- | --- | ------------------------------------------------------------------- |
| Джаковицкий округ          | 390 | Джаковица, Дечани                                                   |
| Гниланский округ           | 280 | Гнилане, Косовска-Каменица, Витина                                  |
| Косовско-Митровицкий округ | 28  | Косовска-Митровица, Лепосавич, Србица, Вучитрн                      |
| Печский округ              | 39  | Печ, Исток, Клина                                                   |
| Приштинский округ          | 38  | Приштина, Грачаница, Косово-Поле, Липлян, Глоговац, Обилич, Подуево |
| Призренский округ          | 29  | Призрен, Драгаш, Сува-Река                                          |
| Урошевацкий округ          | 290 | Урошевац, Качаник                                                   |

## Мобильные телефонные коды
Сербия:
| Код        | Использование                                 |
| ---------- | --------------------------------------------- |
| 60, 61, 68 | A1 (ранее - Vip Mobile)                       |
| 62, 63, 69 | Yettel Србија (до 2022 года - Telenor Serbia) |
| 64, 65, 66 | mts (Telekom Srbija)                          |
| 677        | Глобалтел                                     |
| 678        | Мундио мобайл                                 |

Косово:
| Код    | Использование | Примечания                             |
| ------ | ------------- | -------------------------------------- |
| 44, 45 | Vala          | Использует код страны +377 (Монако).   |
| 43, 49 | IPKO          | Использует код страны +386 (Словения). |

## Операторы
- A1 (ранее - Vip Mobile)
- Yettel Serbia (до 2022 года - Telenor Serbia)
- mts (Telecom Serbia)